# Jan Vermeer van Delft
Jan Vermeer van Delft (ejtése: [jan fermér fan delft]), a delfti Vermeer (Jan (Johannes) van der Meer, Delft, 1632. október – 1675. december) Rembrandt mellett a holland festészet aranykorának másik legnagyobb festője, „Észak Mona Lisájának” alkotója.
Műveit sokáig csak kortársai ismerték el, majd évszázadokig névtelenség kísérte. Csak a 19. század közepén, 1842-ben fedezte fel őt Théophile Thoré-Bürger (1807–1869) neves francia művészettörténész. A hosszú ismeretlenség miatt nem tudni pontosan, hány képet is festett: ma 32-ről állítják biztosan, hogy az ő műve, további öt kérdéses. Történelmi, allegorikus, (városáról) táj-, de leginkább zsánerképeket festett – utóbbiakon legtöbbször a középosztály életének jeleneteit megörökítve. Élete nagy részét Delftben és Hágában töltötte. Bár fénykorában el tudta tartani népes családját, élete végére teljesen elszegényedett.
Vermeer művészetére számos olyan jegy jellemző, ami megkülönbözteti őt a többi festőtől. Az egyik ilyen fontos alkotóelem Vermeer képein a színek tökéletes összhangja, azon belül is az ultramarinkék és a sárga együttes használata. A másik tipikusan Vermeerre jellemző jegy a háttér kitöltése. Vermeer számtalan tárgyat használt a képein, de a későbbiek fő jellemzője a kidolgozott háttér: egy térkép, egy festmény, egy tükör tette a képet tökéletesebbé. A térképeket különösen szerette, így a zsánerképek olyan hatást keltettek, mintha a modelljei módosak lennének, mivel egy térkép akkoriban még drága dolog volt. A háttérben látható térképeket annyira kidolgozta, hogy A festészet allegóriája (vagy Műterem) című képen még a hágai holland udvar (az Orániai-ház rezidenciája) is felismerhető.

## Élete

### Családi háttere
Életéről kevés adatunk van, életrajzához nagyrészt közjegyzői archívumokból kutatta fel és publikálta Abraham Bredius mindazt, amit ma róla tudunk. További adatokat John Michael Montias talált 1989-ben. Életének első ismert dátuma 1632. október 31., amikor a delfti Újtemplomban megkeresztelték: a református keresztségben a Johannes nevet kapta. 12 évvel a nővére, Gertruy után született.
Apja, Reynier Jansz(oon) (van der Meer) kocsmáros, selyemszövő és műkereskedő 1591-ben született Antwerpenben, Flandriában. 1611-ben költözött Amszterdamba, ahol szövött-hurkolt textíliákkal foglalkozott. 1615-ben vette feleségül Digna Baltenst, és a család hamarosan Delftbe költözött, ahol a Baltens család is élt. A van der Meer (a tengerről való) család eredeti neve Vos („Róka”) volt, az apa 1625 és 1629 között ilyen néven (de Vliegende Vos – „A Repülő Róka”) működtetett Delftben fogadót. A fogadó és kocsma üzemeltetése mellett a textilkereskedelemmel sem hagyott fel, de 1631-ben, amikor felvették a delfti Szent Lukács Céhbe, foglalkozását műkereskedőnek jelölte meg. Az Újtemplom évkönyveiben az apa 1625-ben már a Vermeer családnévvel jelenik meg. 1641-ben (ekkor a kis Jan még csak kilencéves volt) 2700 guldenért megvásárolta a Mechelen („Malom”) fogadót. Ennek törzsvendégei a gazdagabb delfti polgárok közül kerültek ki, és ezek a társadalmi kapcsolatok valószínűleg Vermeerre is hatottak. Egy 1640-es iratból kiderült, hogy az apa olyan művészekkel állt kapcsolatban, mint Balthasar van der Ast, Pieter Steenwyck és Pieter Groenewegen. Valószínű, hogy ők keltették fel az ifjú Vermeer érdeklődését a művészetek iránt.

### Tanulmányai

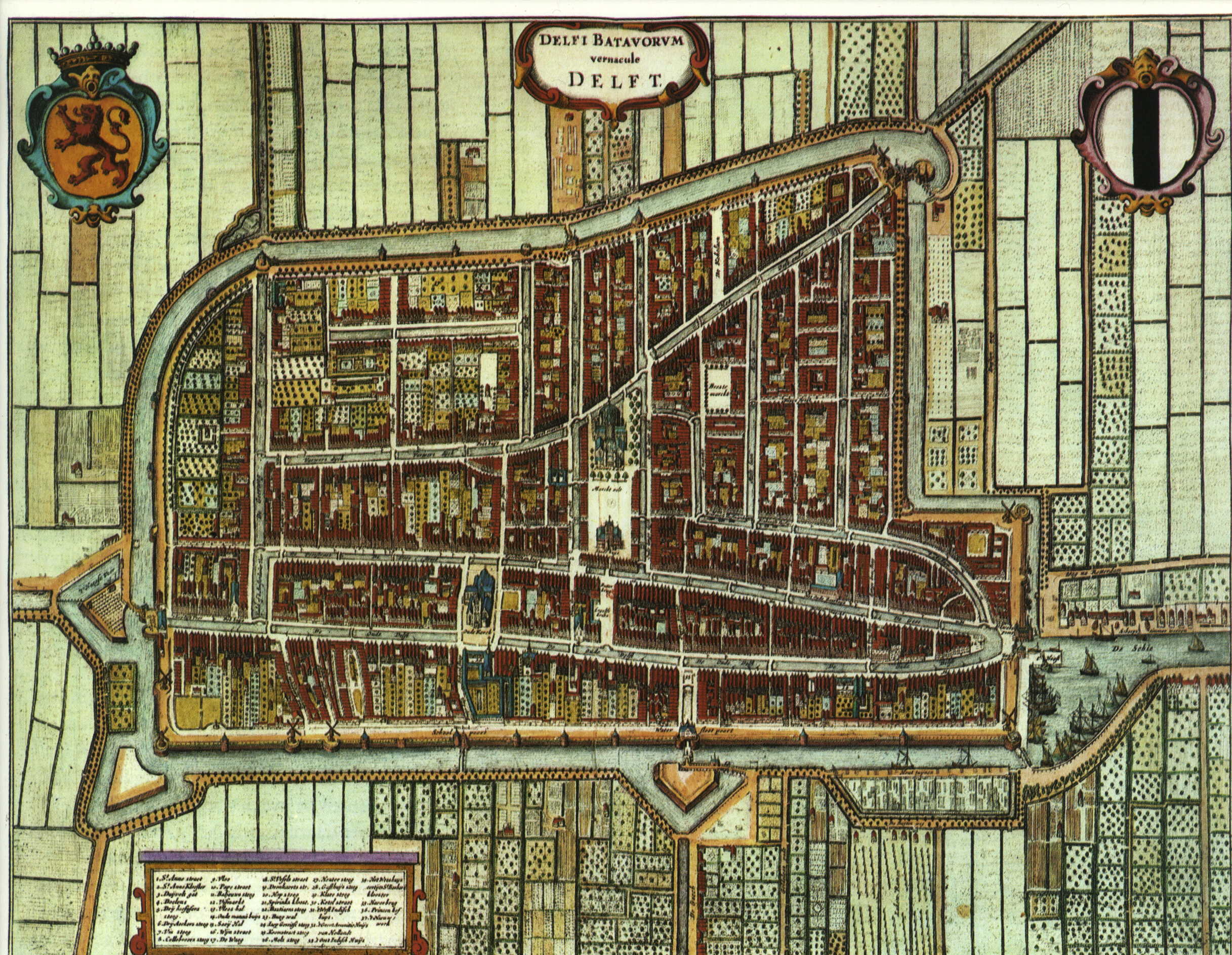
Delft térképe 1649-ből

Nem maradtak fenn adatok arról, hogy részesült-e festői oktatásban. Csak azt lehet tudni bizonyosan, hogy 1653. december 29-én, 21 évesen már mint mestert vették fel a Szent Lukács Céhbe. A céh szabályzata alapján feltételezni lehet, hogy hat évig tanonc volt a céh egyik mesterének kezei alatt. Egyesek szerint mestere Leonaert Bramer (1594–1674) lehetett, bár a két művész stílusa között jelentős eltérések találhatók. Mások szerint a mester talán Carel Fabritius (1622–1654) volt. Dirck van Bleyswyck Beschrijvinge der Stadt Delft („Delft város bemutatása”) című művében Vermeert Fabritius „mesteri” követőjének nevezi.
Vermeer, apjához hasonlóan, műkereskedelemmel is foglalkozott, így több pénzhez jutott, mintha csak a saját alkotásaival kereskedett volna, de hivatalosan csak festő volt. Céhében kétszer is ő volt annak „hoofdman”-ja (céhmestere): 1662 és 1663 között, valamint 1670 és 1671 között.

### Házassága, gyerekei
1653. április 20-án egy Delft közeli faluban, Schipluyban, Vermeer feleségül vette Catharina Bolnest, egy gazdag nő, Maria Thins lányát. Az anya ellenezte az esküvőt, mivel Vermeer apja akkoriban eléggé eladósodott, így lánya számára nem tartotta megfelelő férjnek. A másik ok, ami miatt ellenállásba ütközött, az a két család eltérő vallási hovatartozása volt: Vermeerék reformátusok voltak, míg a lány családja katolikus. Végül a katolikus Leonaert Bramer közbenjárására az anya beleegyezett a házasságba, Vermeer állítólag még a katolikus vallást is felvette, de ennek nem maradt írásos nyoma.
A család a Mechelen fogadóban lakott, majd 1672-ben, az úgynevezett pápista negyedbe költöztek, anyósa házába. A család a ház földszintjén lakott. Vermeer műhelyét a legfelső szinten rendezte be. A műhelyben volt két festőállvány, három paletta, valamint a jegyzői leltárból kiderült, hogy a képein gyakran látható súlyos tölgyfaasztal és a bőrtámlás székek is kellékként a műhelyben álltak. A családnak nem lehettek anyagi nehézségei, mert Vermeer el tudta tartani népes családját. Tizenöt gyerekük született, közülük négy nem élte túl a kisgyermekkort. 1675-ben, Vermeer halálakor tizenegy gyermeke volt életben, közülük nyolc még otthon lakott.  A tizenegy gyerek a következő: Maria (kb. 1654–1713 után), Elisabeth (1657–1713 előtt), Cornelia (1659–1660), Aleydis (1660–1749), Beatrix (1661–1702 előtt), Johannes (1663–?), Gertruyd (1664–1713 után), Franciscus (kb. 1664–1708 után), Catharina (kb. 1665–1713 után), Ignatius (1672–1713) és egy ismeretlen nevű gyerek (1674–1678/80). A négy elhunyt gyermek közül az elsőt 1660. december 27-én temették el a Régi templom kertjében, majd a következő temetésekre 1661 decemberében, 1667. július 10-én és 1673. június 27-én került sor.
Beatrixnak gyermeke született, Elizabeth Catherina Hosperius (vagy Hopperius) néven, és férje bizonyosan rokonságban állt azzal a Pieter Corstiaensz Hopprusszal, aki a fogadót kiadta Vermeer apjának. Johannesről azt tudjuk, hogy 1687-ben elvett egy Maria Anna Frank nevű nőt és 1688-ban született egy fiuk, Johannes Antonius Vermeer. Franciscus (állítólag sebész volt, akárcsak Ignatius) 1690 táján házasodott össze Maria de Weevel.

### Utolsó évei és halála
| „                                    | Emiatt és a gyermekeinkre fordított hatalmas összeg miatt is, amelyet nem tudott többé a maga erejéből kifizetni, olyan búskomorságba esett, hogy másfél nap leforgása alatt elveszítette életerejét és meghalt. | ” |
| – Catharina Bolnes, Vermeer felesége | |   |

1672-ben egy idősebb pályatársával, Johannes Jordaensszel együtt Hágába utazott, ahol itáliai festményeket kellett felbecsülniük. A képeket is tartalmazó gyűjteményt később elárverezték és Frigyes Vilmos brandenburgi választófejedelemnek ajánlották megvételre. Ezen képek megvizsgálására Vermeert, Jordaenst és más művészeket kértek fel.
Vermeer átlagosan évi két képet festett, és azok árából tudta eltartani családját. Utolsó éveiben azonban vagyoni helyzete drasztikusan romlani kezdett.
Az 1672-ben kirobbant holland-francia háború idején a francia csapatok gyorsan vonultak előre az Északi Tartományok északi része felé. Annak érdekében, hogy a franciák előrenyomulását megakadályozzák, a tengeri védőgátakat megnyitották, és területeket árasztottak el, köztük Maria Thins bérbe adott földjeit is. Így Vermeer nem tudott hozzájutni a családi jövedelem jelentős részét kitevő bérleti díjhoz, ráadásul a következő évtől már egyetlen képét sem tudta eladni. Kölcsönökre szorult és eladósodott. 1675-ben Amszterdamba utazott, és 1000 gulden kölcsönt vett fel egy Jacob Rombouts nevű kereskedőtől (viszonyításképpen: a halála utáni árverésen a Delft látképe 200, míg a Gyöngymérő nő 150 gulden áron kelt el).
Vermeer halála napja nem ismert pontosan, csak az, hogy 1675. december 15-én temették el a delfti Régi templom kertjébe, a családi sírboltba. Valamikor december első felében halt meg, valószínűleg infarktus vagy szélütés következtében.
Vermeer halála után Catharina nem tudta kifizetni a hitelezőket, a hágai bírósághoz fordult, hogy vegyék át vagyontárgyai felügyeletét, és örökösi jogairól lemondott. A hagyaték hivatalos gondozója Anton van Leeuwenhoek lett, aki 1677. március 15-én elárvereztette Vermeer huszonhat festményét. Ekkor Catharina tulajdonában már csak két Vermeer-kép maradt, A festőművészet és A gyöngysor. Az előbbi képet édesanyjának adta tartozásainak fejében. A képek többsége Jacob Dissius nyomdász birtokában volt 1695-ben bekövetkezett haláláig, akkor a tulajdonában levő huszonegy Vermeer-képet Amszterdamban elárverezték.
 1681-ben Catharina Bredába költözött, és ott 1684-ig élt nyolc gyermekével. 1687 végén halt meg. Gyermekei gyámjául a hágai Hendrick ter Beek van Coesfeltet jelölte ki.

## Művészete

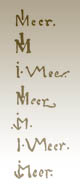
Vermeer ritkán írta alá a nevét a képein, ha aláírta, ilyen formákat választott

Guarnieri szerint könnyen elképzelhető, hogy magányosan töltött gyermekkorában fordult a rajz felé, mivel apja olyan szövet készítésével is foglalkozott, ami nagy rajzügyességet kívánt. Apja testvére, Anthoine kőfaragó volt, innen örökölhette Vermeer a tehetségét.
Vermeer pályája során számos témával foglalkozott. Eleinte történelmi tárgyú képeket festett, majd erkölcsi témákat érintett, közben egyet-egyet készített Delft városáról és utcáiról, amiken kívül más kültéri képet nem is festett. Vermeer leginkább női alakjait ábrázoló zsánerképeiről híres. Utolsó képei között főképp allegorikus képek találhatók.
Nagy figyelmet fordított a perspektívára. A képek alapozása után egy tűt szúrt a kép enyészpontjába, majd a tűre kötött és bekrétázott zsinórral jelölte ki pontosan az összefutó, egyenes vonalakat. A hit allegóriája című festményén szabad szemmel még mindig látható a tű helye. Igyekezett a látvány által megteremteni a tapinthatatlan, irracionális világot, ezért törekedett a tökéletességre.
Képei közül mindössze csak hármat látott el dátummal: A kerítőnő (1656), Az asztronómus (1668) és A geográfus (1669). A kerítőnő című kép azért is fontos, mert a háttérben látható egyik alak állítólag maga Vermeer. Ugyanígy nem mindig látta el szignóval a képeit. Négy olyan képe van, amelyen csak a neve kezdőbetűi szerepelnek (I.V.M.), három festményén az I.V.Meer aláírás látható (A V és az M összekötve), másik három képén ennyi áll csak: Meer. Ez utóbbiak közül kettőn az M előtt egy aprócska v található (mint a Krisztus Mária és Márta házában című festményen). Egy olyan festménye van, amin a szignó így szerepel: I. Ver-Meer. A többi képen, ahol aláírás van, a Meer név M-je fölött egy I olvasható, és a V-t az M két középső, ferde vonása adja meg. Öt képén az r mögött egy kis farkinca van. Jelenlegi tudásunk szerint Vermeer 1662-ig nem használta a monogramszerű formulát, onnantól kezdve viszont csak azt.
Képeit legtöbbször gazdag megrendelőknek festette, ezért engedhette meg magának, hogy olyan kevés festményt készítsen. Egyik patrónusa Hendrick van Buyten volt Másik támogatója Jacob Dissius delfti nyomdász volt, akinek 1682-es hagyatéki leltárában 19 Vermeer-képet találtak. Pieter Claeszoon van Ruijven 1657 és 1675 között szintén vásárolt tőle képeket; ő egyben barátja is volt olyannyira, hogy felesége, Marie de Knuijt, végrendeletében 500 guldent hagyott Vermeerre. Három emberről tudunk még, aki még Vermeer életében vásárolt tőle képet: Diego Duarte antwerpeni bankár, Herman van Swoll amszterdami bankellenőr és a már említett Henrdick van Buyten.

### Vermeer főbb stílusjegyei
Vermeer művészetére számos olyan jegy jellemző, ami megkülönbözteti őt a többi festőtől. Az egyik ilyen fontos alkotóelem Vermeer képein a színek tökéletes összhangja, azon belül is az ultramarinkék és a sárga együttes használata. A másik tipikusan Vermeerre jellemző jegy a háttér kitöltése. Vermeer számtalan tárgyat használt a képein, de a későbbiek fő jellemzője a kidolgozott háttér: egy térkép, egy festmény, egy tükör tette a képet tökéletesebbé. A térképeket különösen szerette, így a zsánerképek olyan hatást keltettek, mintha a modelljei módosak lennének, mivel egy térkép akkoriban még drága dolog volt. A háttérben látható térképeket annyira kidolgozta, hogy A festészet allegóriája (vagy Műterem) című képen még a hágai holland udvar (az Orániai-ház rezidenciája) is felismerhető.

### Historikus képei

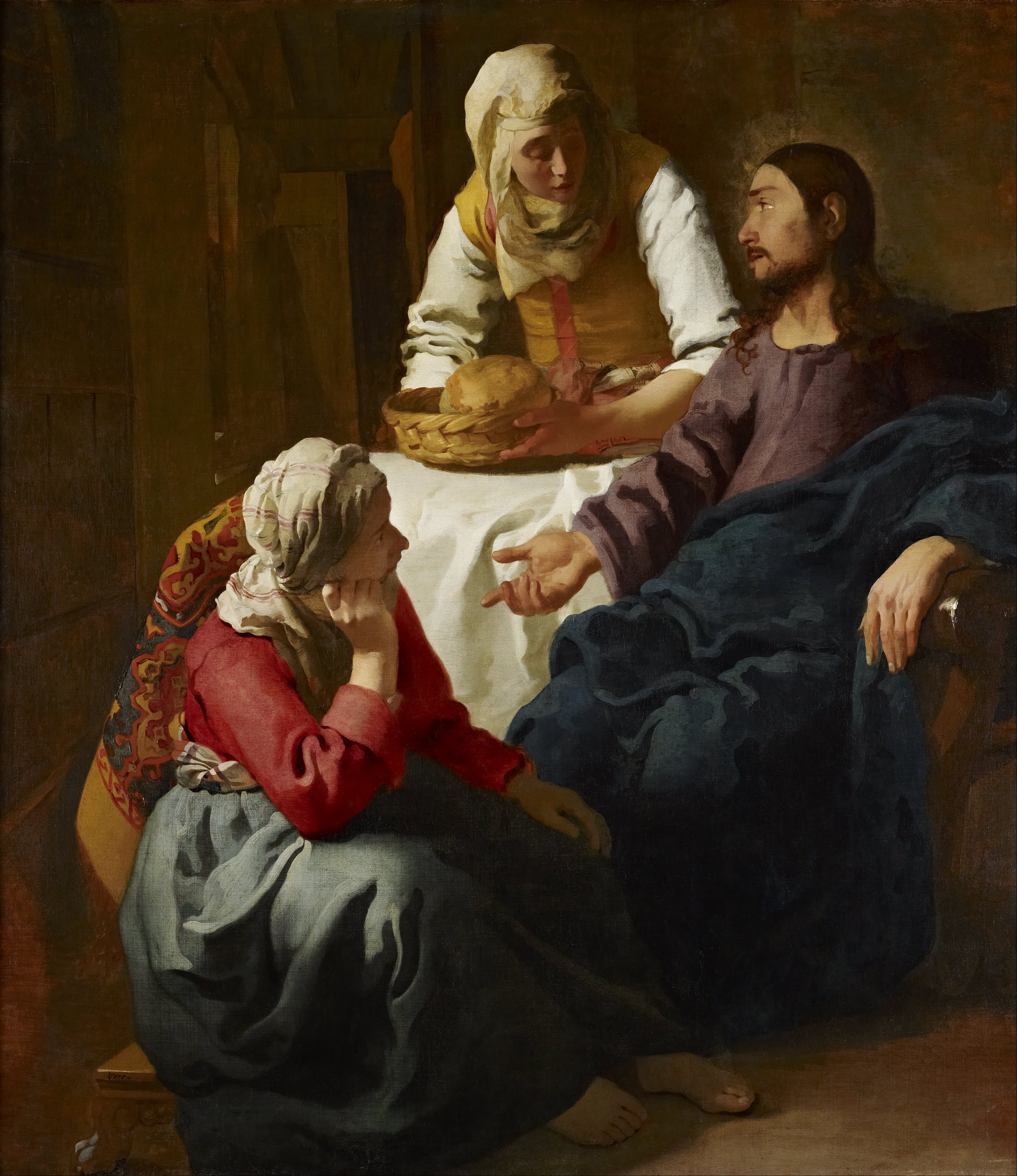
Krisztus Mária és Márta házában

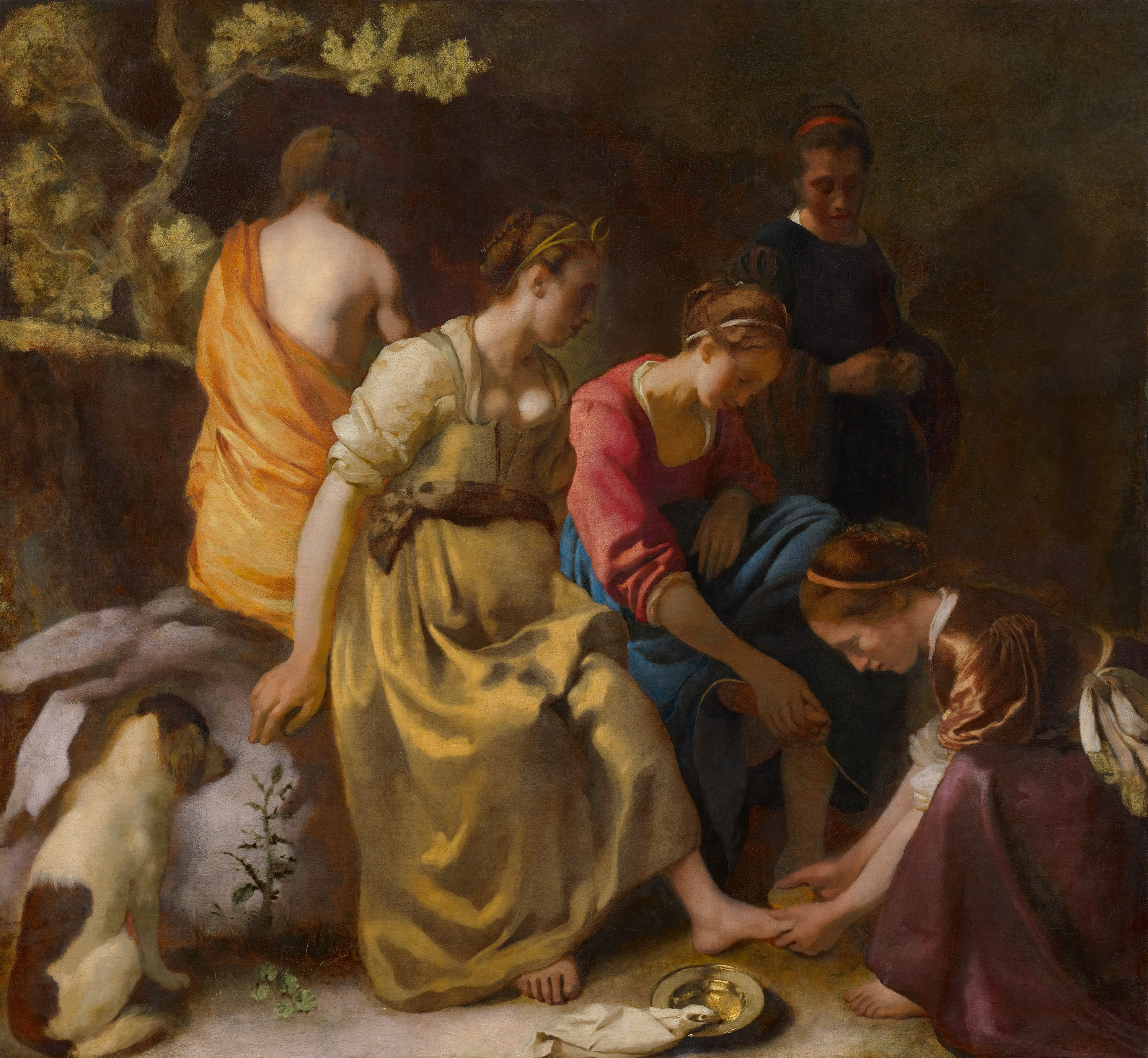
Diana pihenője

Vermeer leginkább zsánerképeiről volt ismert, ennek ellenére pályája elején, 1654 és 1656 között, festett három történelmi témájú képet is. Valószínűleg a céhben elvárták a fiatal festőtől, hogy rendelkezzen a „tanult festő” képességeivel. Más forrás ezeket a képeket olaszosnak nevezi, Caravaggio követőjének tartva Vermeert is. Guarnieri úgy véli, bár nincsenek róla adatok, hogy Vermeer maga is járt Itáliában.
Első történelmi munkája a Krisztus Mária és Márta házában volt, amit 1654–1655 táján festett. Későbbi műveivel összehasonlítva viszonylag nagy méretű képnek számít. A Bibliának ezen része a 16. századi flamand festészetben népszerű témának számított. Azt jelképezte, hogy az emberek a jócselekedetekkel foglalkozzanak, vagyis azokkal, amelyeket a reformáció felületesnek tartott és elutasított. Már ezen az első munkáján feltűnnek az élénk színek kontrasztjai.
Vermeer második historikus témájú képe a Diana pihenője, vagy más néven Diana és a nimfák. Itt mitológiai témát dolgoz fel, és feltételezhető, hogy Jacob van Loo (1614–1670) egyik 1648-ban készült képére utal. Témáját Ovidius Metamorfózisok című művéből vette. Mivel a meztelenséget éppen Vermeer korában kezdték kínosnak tartani, a képen az alakok ruhában láthatók. Tiziano hasonló, erotikával túlfűtött ábrázolásához képest Vermeer képe kimondottan prűdnek hat. A képen az alakok elhelyezése és mozdulataik még nem tökéletesek. Akadémiai mércével mérve Vermeer ezen képe még ügyetlen és provinciális. Annyira nem illett Vermeer később megszokott stílusához, hogy amikor 1876-ban a Mauritshuis birtokába került, a Rembrandt műhelyéhez tartozó Nicolaes Maesnek tulajdonították.
A harmadik kép, ami a történeti tárgyú képei közé tartozik, az 1655-ben készült Szent Praxedis, amelyről viszont még viták folynak, hogy mennyiben tekinthető Vermeerének. A kompozíció pontosan megfelel a Felice Ficherelli (más néven Riposo) azonos című képén láthatóval. Michael Kitson, a New York-i Metropolitan Művészeti Múzeum, és Arthur Wheelock, az Amerikai Nemzeti Galéria kurátorai Vermeernek tulajdonítják a képet. Wheelock megjegyezte, hogy a képen, nagyon szokatlan módon, két „Meer” szignó is található: a bal alsó sarokban egy „Meer” és az 1655-ös dátum, a jobb alsó sarokban a „Meer” szó, melyet egy N és egy R betű követ, majd a végén két kis o található. Ez Wheelock olvasatában a [Ver]Meer N[aar] R[ip]o[s]o-t („Vermeer, Riposo után”) jelenti. Korábbi történelmi képeihez képest ezen a képen a festő az eget sötétebbre festette, talán Riposo hatására, nem éppen flandriai stílusban. Jorgen Wadum, a Mauritshuis főkurátora és Marten Jan Bok viszont nem tartja a képet Vermeer művének.

### Delft városképe

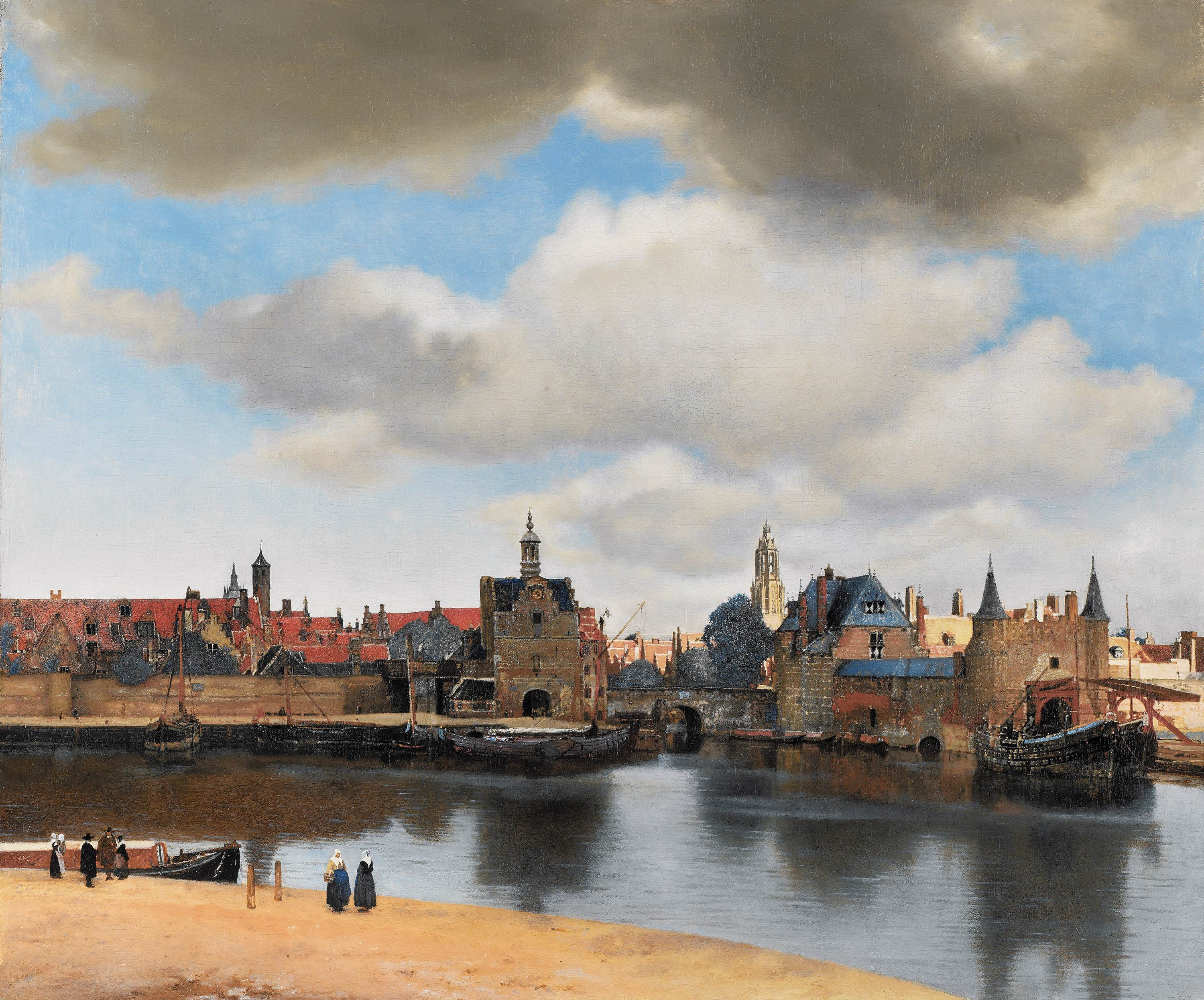
Delft látképe

Vermeer két képet festett városáról, Delftről. Az egyik egy utcarészlet, a címe Delfti utca, a másik pedig Delft látképe. Ez utóbbi képen jól látszik az, hogy a festmény elkészítéséhez camera obscurát használt. Willem Blaeu 1649-es Atlasza segítségével még azt is meg lehetett állapítani, hogy mely helyről festette Vermeer a látképet: a Schie folyó partján álló ház első emeletéről.
Már ezen utóbbi képen érvényesül az erősen architektonikus szerkezet és az egységes színhatás, amelyek későbbi zsánerképein is uralkodónak számítanak. A delfti látképen az okker és a barna volt a meghatározó, amit helyenként vörös és sárga színnel hangsúlyozott. A képnek politikai mondanivalója is volt, ugyanis a háttérben, középen az Újtemplom tornya magasodik. Ebben a templomban kapott nyughelyet az 1584-ben meggyilkolt Orániai Vilmos.
A városokat ábrázoló képeket, más eladásra szántakkal ellentétben, bizonyosan megrendelésre festette, és így az áruk is magasabb volt. Vermeer halála után az árverési katalógusban a delfti látkép kikiáltási ára 200 gulden volt. A Delfti utca egyszerűbb, időben talán a másik kép előtt készülhetett, Pieter de Hooch egyik 1658-as képére hasonlít. Későbbi, kimunkáltabb képeivel ellentétben itt az emberek arcát kidolgozatlan ecsetvonásokkal ábrázolta.

### Moralizáló képei

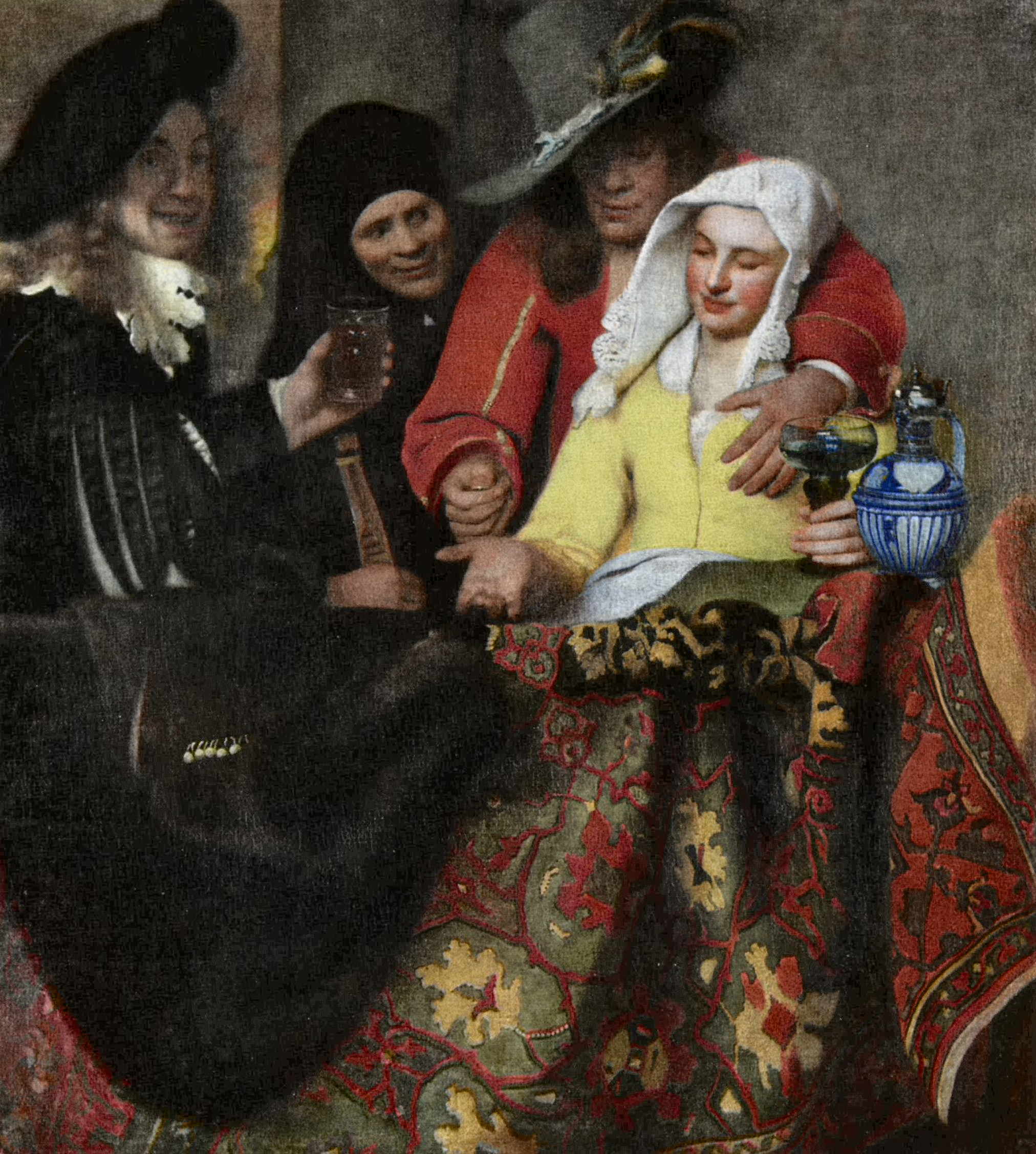
A kerítőnő

1656-ban Vermeer műfajt váltott. Témaválasztásában az utrechti Dirck van Baburen A kerítőnő című képe adott számára ihletet, melyről tudjuk, hogy megvolt az anyósa gyűjteményében, és két másik Vermeer-kép hátterében is megtalálható. Ekkor festette meg az azonos című képet. Témája a korabeli németalföldi festészet kedvelt alfaja volt. Ez a nagy érdeklődés arra utalt, hogy a közönség kiutat keresett az egyre prűdebb erkölcsi szemléletből, így a bordélyházas képekből külön műfaj lett. Vermeer képei azonban mindig normákat és értékeket fejeztek ki, mondanivalójuk az volt, hogy az ember mindig legyen óvatos és megfontolt. A kerítőnő című képén, azaz a könnyen megvásárolható szerelmen túl, a bor, a mámor volt még Vermeer ezen képeinek témája. A bor már a kerítőnős képen is megtalálható, majd az Alvó lány (1657) című képén jelenik meg újra az a fehér kancsó, amit még további két képen szerepeltet: A zenelecke (1662–1665) és a Hölgy két udvarlóval című alkotásán (1659–1660). Képeinek másik erkölcsi jelképe a gyümölcsöstál, a bűn gyümölcseivel. A ruhába göngyölt tojás is jellemző szimbóluma volt Vermeer egyes képeinek, ez a szabadjára engedett libidót jelképezte.

### Nőalakok ábrázolása

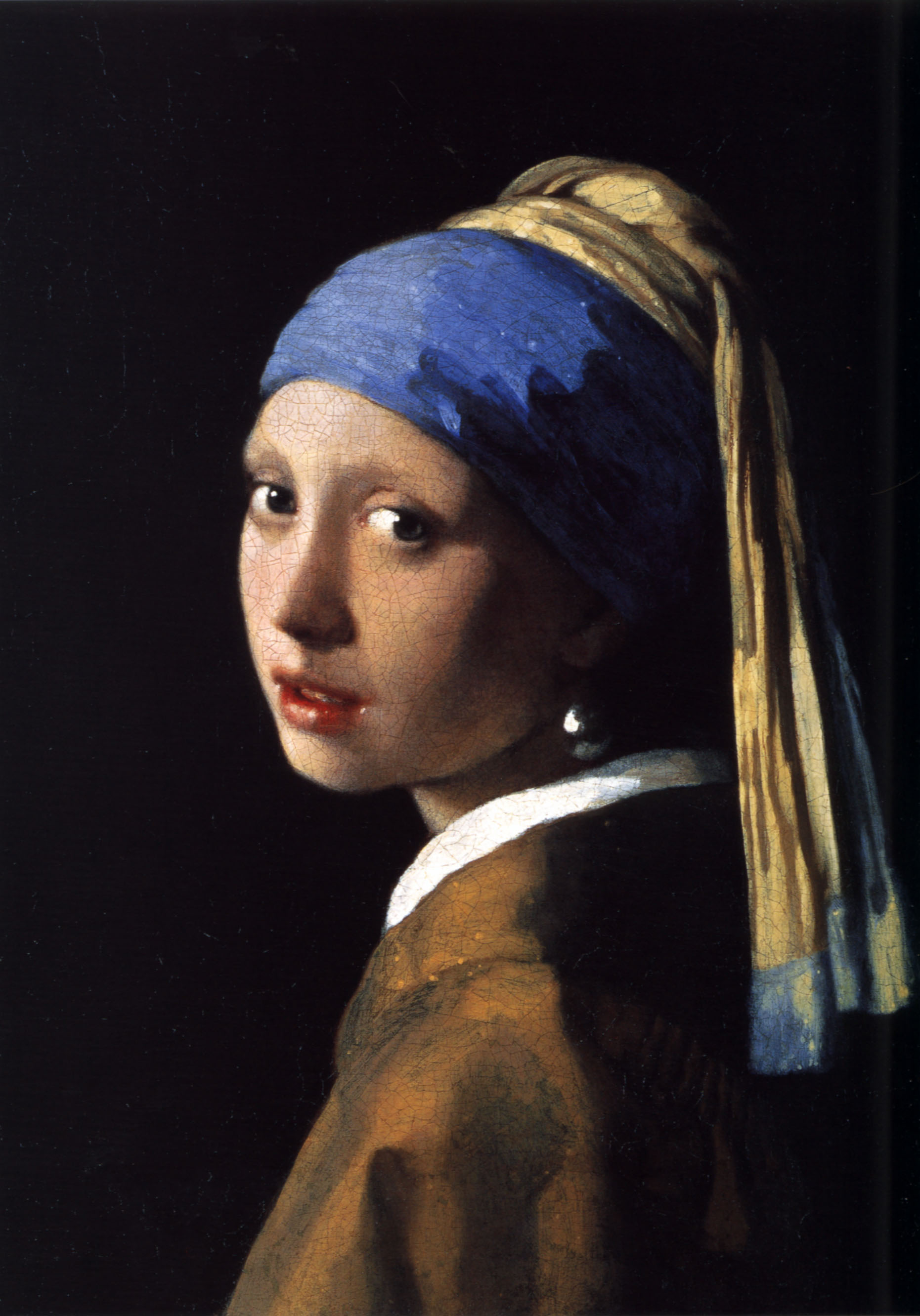
Leány gyöngy fülbevalóval vagy Turbános nő (1665)

Vermeer nőket ábrázoló képeivel a németalföldi zsánerfestészet legfőbb vonalát követte, azaz a bűnt bírálta. Egy másik fontos téma a hivatalos magatartásminták ábrázolása volt. Ebből a szempontból Vermeer csak három ilyen képet készített: a Tejet öntő nőt (1658–1660), a Csipkeverőnőt (1669–1670) és a Nő vizeskancsóval (1664–1665) című képet. Vermeer a fiatal nőket valamilyen narratív összefüggésben ábrázolta. Ezekhez a képekhez általában csak egy-két kelléket festett, mint például a hangszerek vagy a mérleg. Három olyan festménye van, ahol még ezek is hiányoznak, ezeket hajlamosak az emberek portréknak tekinteni, tévesen. Az egyik leghíresebb ilyen képe a Leány gyöngy fülbevalóval. Másik két portrészerű képe a Leány portréja (1666–1667) és a Fuvolás lány (1666–1667), amelyek viszont azok közé a festmények közé tartoznak, amelyek kérdésesek az alkotójuk tekintetében.
Vermeer tökéletesen bánt a jelképekkel. A női alakok egy része hermelinprémes sárga kabátot visel, általában gyöngysorral, ami a hiúság megtestesítése volt. Ilyen kép A gyöngysor (1664), a Levelet író sárgaruhás hölgy (1665–1670), a Hölgy és komornája (1667–1668) és A szerelmeslevél (1669–1670). E hölgyek közül a képeken kettő levelet is írt, vagy kapott, ez lehetett a titkos szeretővel való levelezés jelzése is; kettőn a komorna közvetítőként van jelen. Ugyancsak levél szerepel két másik képe központjában is. A Levelet olvasó lány nyitott ablaknál (1657) és a nagyon hasonló Levelet olvasó nő kékben (1662–1664) oldalról mutatja a nőalakot. Az előbbi kép röntgenvizsgálata kimutatta, hogy eredetileg egy kupidóalak is szerepelt a képen, ami ismét a szerelmes levélre utal.
Vermeer hölgyalakjai hangszeren is játszottak: virginálon, lanton és gitáron. Ilyen képek a Virginál mellett álló hölgy (1673–1675), a Hölgy virginálnál (1673–1675) és a Gitáron játszó nő. A koncert és A zenelecke már többszereplős kép, ez utóbbin vetette be Vermeer a tükörábrázolást.

### Allegorikus képei

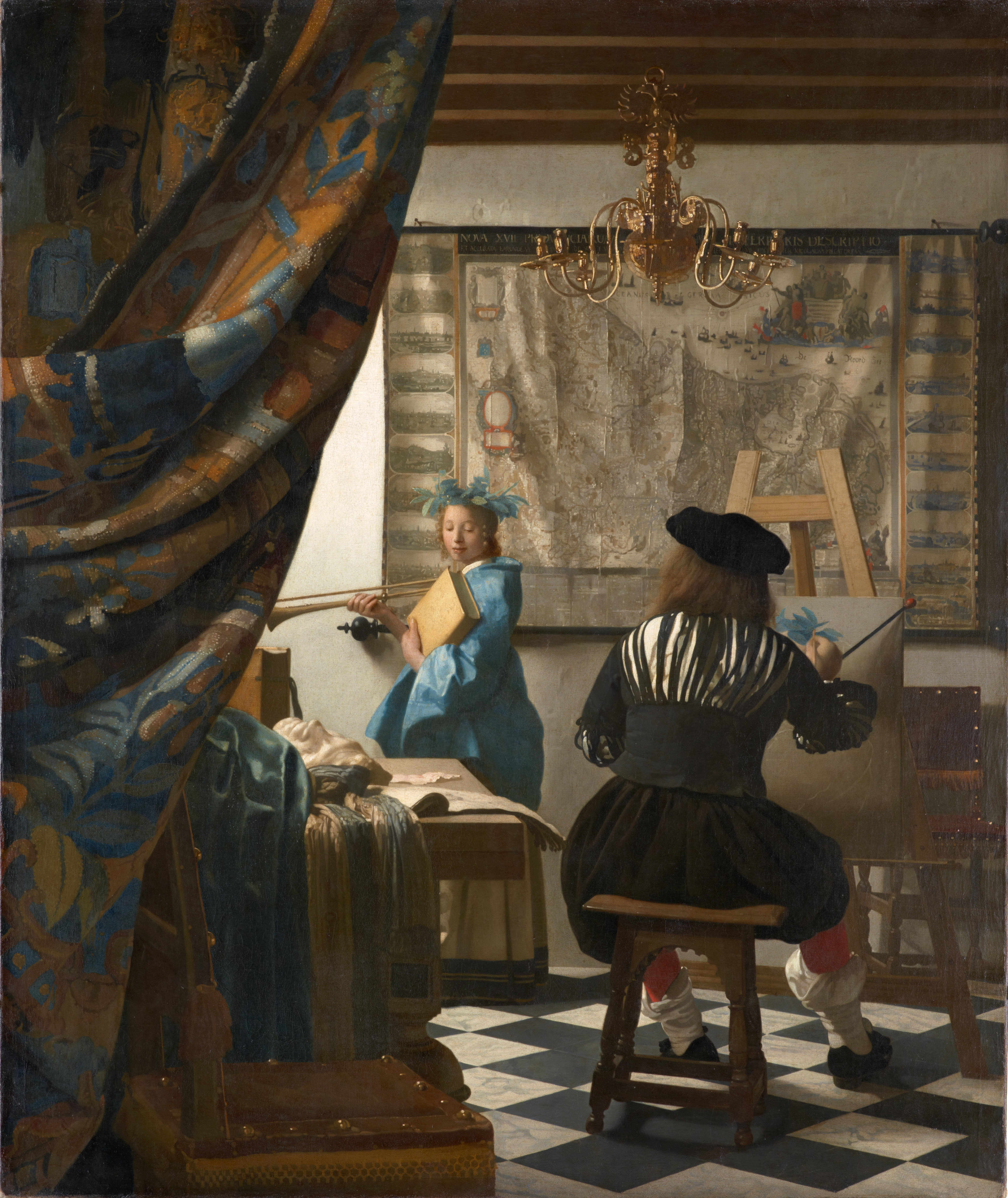
A festőművészet, vagy Műterem, vagy A festészet allegóriája

1671 körül Vermeer újból eltért az addig megszokott stílusától. Két képet festett az 1670-es évek elején, mindkettőn allegorikus elemek találhatók. Az első A hit allegóriája volt, ami 1671 és 1674 között készült, a másik A festőművészet (vagy más néven Műterem vagy A festészet allegóriája) volt, 1673-ból. Az első képen a Hitet megszemélyesítő hölgyalak merengve ül, jobb kezében serleget tart, bal keze egy könyvön nyugszik, ami viszont egy szilárd sarokkövön található. Ez Krisztus jelképe. A világ, amit egy földgömb jelképez, a lába alatt hever. A kép egyéb jelképeket is tartalmaz: a kőtömb alatt egy kígyó van, mögötte törött nyilaival a Halál, a közelben egy alma a bűnt jelképezi. Bár sokan nem újtestamentumi vonatkozású képként tartják számon, Vermeer itt valójában Jézus megfeszítését ábrázolja. A festményt, jezsuita ikonográfia szimbólumai miatt, a delfti jezsuita misszió megrendelésének tartják. A képen, több alkotásához hasonlóan, politikai vonulat is felfedezhető: a földgömb az alak lábánál egy 1618-as földgömb, ezt a kártusa árulja el, melynek felirata Nassau-Orániai Maurits herceget dicsőíti.
Vermeer másik allegorikus képe A festőművészet, amelyet számos művészettörténész művészi hitvallásnak tekint. A kép címével ellentétben úgy tűnik, hogy a képen lévő hölgy nem a festőművészet allegóriája, sokkal inkább Klió, a történelem múzsája és patrónája. Az előbbi képhez hasonlóan itt is van jelkép, ezúttal csupán egy, de az hangsúlyos: a térkép a háttérben. Az előbbi földgömbön túl ezzel a térképpel is az Orániai-ház előtt tiszteleg a festő. Az asztalon látható maszk is Orániai Vilmos halotti maszkját idézi fel.
| Biztosan Vermeer képei | Biztosan Vermeer képei | Biztosan Vermeer képei                              | Biztosan Vermeer képei | Biztosan Vermeer képei                             | Biztosan Vermeer képei                                      |
| Sorszám                | Kép                    | Cím                                                 | Készült                | Méret, anyag                                       | Kiállítóhely                                                |
| ---------------------- | ---------------------- | --------------------------------------------------- | ---------------------- | -------------------------------------------------- | ----------------------------------------------------------- |
| 1                      |                        | Krisztus Mária és Márta házában                     | 1654/1655              | 160 × 142 cm, olaj, lenvászon                      | National Gallery of Scotland, Edinburgh                     |
| 2                      |                        | Diana pihenője vagy Diana és a nimfák               | 1655/1656              | 98,5 × 105 cm, olaj, lenvászon                     | Mauritshuis, Hága                                           |
| 3                      |                        | A kerítőnő                                          | 1656                   | 143 × 130 cm, olaj, lenvászon                      | Gemäldegalerie Alte Meister, Drezda                         |
| 4                      |                        | Alvó lány                                           | 1657                   | 87,6 × 76,5 cm, olaj, lenvászon                    | Metropolitan Művészeti Múzeum, New York                     |
| 5                      |                        | Olvasó nő vagy Levelet olvasó lány nyitott ablaknál | 1657                   | 83 × 64,5 cm, olaj, lenvászon                      | Gemäldegalerie Alte Meister, Drezda                         |
| 6                      |                        | Delfti utca, Kis utca vagy Utca Delftben            | 1657/1658              | 54,3 × 44 cm, olaj, lenvászon                      | Rijksmuseum, Amszterdam                                     |
| 7                      |                        | A katona és a nevető lány                           | 1658                   | 49,2 × 44,4 cm, olaj, lenvászon                    | Frick Collection, New York                                  |
| 8                      |                        | Lovag és ivó hölgy                                  | 1658–1660              | 66,3 × 76,5 cm, olaj, lenvászon                    | Gemäldegalerie, Berlin                                      |
| 9                      |                        | Tejet öntő nő                                       | 1658–1660              | 45,4 × 41 cm, olaj, lenvászon                      | Rijksmuseum, Amszterdam                                     |
| 10                     |                        | Hölgy két udvarlóval                                | 1659/1660              | 78 × 67,5 cm, olaj, lenvászon                      | Herzog Anton Ulrich-Museum, Braunschweig                    |
| 11                     |                        | Delft látképe                                       | 1660/1661              | 98,5 × 117,5 cm, olaj, lenvászon                   | Mauritshuis, Hága                                           |
| 12                     |                        | A félbeszakadt zenelecke                            | 1660/1661              | 38,7 × 43,9 cm, olaj, lenvászon                    | Frick Collection, New York                                  |
| 13                     |                        | Levelet olvasó nő kékben                            | 1662–1664              | 46,5 × 39 cm, olaj, lenvászon                      | Rijksmuseum, Amszterdam                                     |
| 14                     |                        | A zenelecke                                         | 1662–1665              | 74,6 × 64,1 cm, olaj, lenvászon                    | Buckingham-palota, London                                   |
| 15                     |                        | Gyöngymérő nő                                       | 1662–1664              | 42,5 × 38 cm, olaj, lenvászon                      | National Gallery of Art, Washington D.C.                    |
| 16                     |                        | Lanton játszó hölgy ablak mellett                   | 1664                   | 51,4 × 45,7 cm, olaj, lenvászon                    | Metropolitan Művészeti Múzeum, New York                     |
| 17                     |                        | A gyöngysor                                         | 1664                   | 55 × 45 cm, olaj, lenvászon                        | Gemäldegalerie, Berlin                                      |
| 18                     |                        | Nő vizeskancsóval                                   | 1664/1665              | 45,7 × 40,6 cm, olaj, lenvászon                    | Metropolitan Művészeti Múzeum, New York                     |
| 19                     |                        | Leány gyöngy fülbevalóval vagy Turbános nő          | 1665                   | 45 × 40 cm, olaj, lenvászon                        | Mauritshuis, Hága                                           |
| 20                     |                        | A koncert                                           | 1665/1666              | 69 × 63 cm, olaj, lenvászon                        | Isabella Stewart Gardner Museum, Boston (1990-ben ellopták) |
| 21                     |                        | Levelet író sárga ruhás hölgy                       | 1665–1670              | 45 × 39,9 cm, olaj, lenvászon                      | National Gallery of Art, Washington D.C.                    |
| 22                     |                        | Hölgy és komornája                                  | 1667/1668              | 89,5 × 78,1 cm, olaj, lenvászon                    | Frick Collection, New York                                  |
| 23                     |                        | Az asztronómus                                      | 1668                   | 50,8 × 46,3 cm, olaj, lenvászon                    | Louvre, Párizs                                              |
| 24                     |                        | A geográfus                                         | 1668/1669              | 53 × 46,6 cm, olaj, lenvászon                      | Städelsches Kunstinstitut, Frankfurt am Main                |
| 25                     |                        | A szerelmeslevél                                    | 1669/1670              | 44 × 38,5 cm, olaj, lenvászon                      | Rijksmuseum, Amszterdam                                     |
| 26                     |                        | A csipkeverőnő                                      | 1669/1670              | 24,5 × 21 cm, olaj, lenvászon (fatáblára feszítve) | Louvre, Párizs                                              |
| 27                     |                        | Levelet író hölgy és komornája                      | 1670                   | 71 × 59 cm, olaj, lenvászon                        | National Gallery of Ireland, Dublin                         |
| 28                     |                        | A katolikus hit allegóriája vagy A hit allegóriája  | 1671–1674              | 114,3 × 88,9 cm, olaj, lenvászon                   | Metropolitan Művészeti Múzeum, New York                     |
| 29                     |                        | Gitáron játszó nő                                   | 1672                   | 53 × 46,3 cm, olaj, lenvászon                      | Kenwood House, London                                       |
| 30                     |                        | Műterem vagy A festészet allegóriája                | 1673                   | 130 × 110 cm, olaj, lenvászon                      | Kunsthistorisches Museum, Bécs                              |
| 31                     |                        | Virginál mellett álló hölgy                         | 1673–1675              | 51,7 × 45,2 cm, olaj, lenvászon                    | National Gallery, London                                    |
| 32                     |                        | Hölgy virginálnál                                   | 1673–1675              | 51,5 × 45,5 cm, olaj, lenvászon                    | National Gallery, London                                    |

| Vermeer kérdéses képei | Vermeer kérdéses képei | Vermeer kérdéses képei     | Vermeer kérdéses képei | Vermeer kérdéses képei           | Vermeer kérdéses képei                                                              |
| Sorszám                | Kép                    | Cím                        | Készült                | Méret, anyag                     | Kiállítóhely                                                                        |
| ---------------------- | ---------------------- | -------------------------- | ---------------------- | -------------------------------- | ----------------------------------------------------------------------------------- |
| 1                      |                        | Szent Praxedis             | 1655                   | 101,6 × 82,6 cm, olaj, lenvászon | Musée de la Chapelle de la Visitation, Monaco (Barbara Piasecka Johnson Collection) |
| 2                      |                        | Leány portréja             | 1666/1667              | 44,5 × 40 cm, olaj, lenvászon    | Metropolitan Művészeti Múzeum, New York                                             |
| 3                      |                        | Fuvolás lány               | 1666/1667              | 20 × 17,8 cm, olaj, lenvászon    | National Gallery of Art, Washington D.C.                                            |
| 4                      |                        | Leány vörös kalapban       | 1666/1667              | 23,2 × 18,1 cm, olaj, fatábla    | National Gallery of Art, Washington D.C.                                            |
| 5                      |                        | Virginál mellett ülő hölgy | 1670                   | 25,5 × 20 cm, olaj, lenvászon    | Sammlung Wynn, Las Vegas                                                            |

## Újrafelfedezése

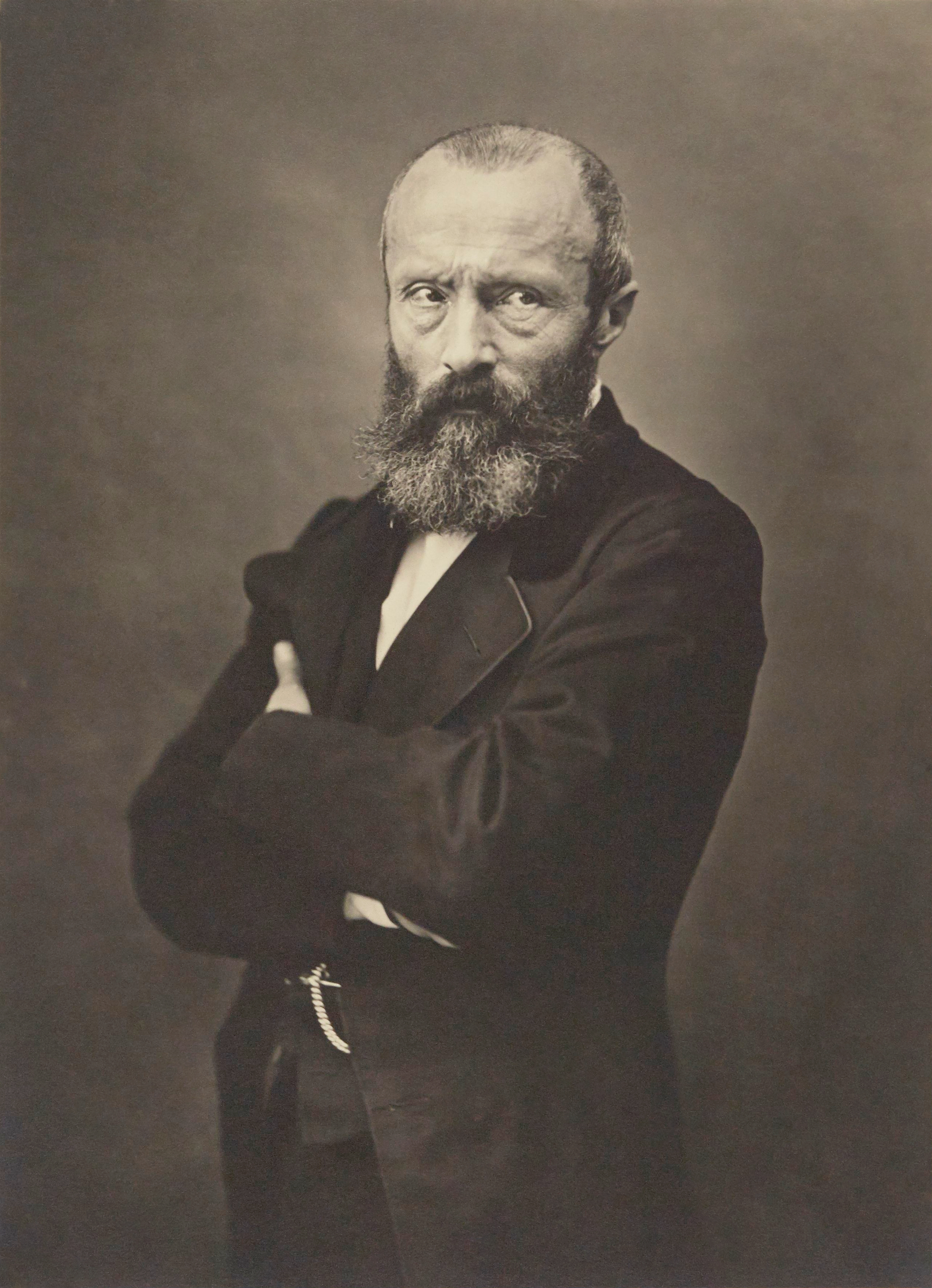
Théophile Thoré-Bürger

Élete során nem aratott jelentősebb közönségsikert, nem tudunk követőiről vagy tanítványairól. A kortársak csak négyszer említik: Arnold Bon egy versében, Dirck van Bleyswijck Delft leírása című művében (1667), egy Pieter Teding van Berckhout nevű ifjú művészetrajongó a naplójában és egy francia műgyűjtő útinaplójában.
Bár a leghíresebb 18. századi művészeti lexikonban, az 1718 és 1721 között kiadott Groote Schouburghban nem említik meg nevét, Vermeert igazából sosem felejtette el az utókor, a 17. és a 18. században elismerően emlegették, de más korabeli művészekhez viszonyítva ez az elismerés csekély visszhangra talált. A zavart az is okozta, hogy akkoriban Hollandiában sok Vermeer nevű festő élt, és ezek közül soknak szintén Jan volt a keresztneve.
Jan Vermeer van Delft majd csak a 19. század közepén kapja meg az őt megillető rangot: 1842-ben egy francia művészettörténész, Théophile Thoré-Bürger fedezte fel újra Vermeer művészetét. Thoré-Bürger angliai, belgiumi, hollandiai és svájci utazásai során ismerte meg a 17. századi németalföldi festészet hétköznapi realizmusát. Munkálkodása során mintegy hetvennégy képet tulajdonított a későbbiekben Vermeernek. Vermeer képeinek színe válasz volt az impresszionizmus céljaira: festészetében a szín esztétikailag meghatározó. A másik, ami meghatározta a művészetét: Vermeer vizuális eszközökkel tudott erkölcsi kérdéseket érzékeltetni.
Thoré-Bürger kezdeti felfedezésén túl az 1870-80-as években egy francia tudós, Henry Havard kezdett el Vermeerrel és családjával kapcsolatban kutatást végezni a delfti Újtemplom és a Régi templom anyakönyveiben a helyi levéltár felügyelőjének, Soutendamnak a segítségével. 1880 és 1920 között Abraham Bredius nézte át a delfti jegyzői archívumokat.
A 19. század utolsó harmadában Vermeer hírneve egyre nőtt. Prouston túl az avantgárd szinte minden művésze elismerte Vermeernek a valódi színek iránti érzékét. Az 1920-as évek közepén a festőszakma már úgy tekintett Vermeerre, mint a modern festészet egyik forrására, mint akiből Cezanne, Mondrian és Léger festészete táplálkozik.

## Öröksége
- Miután a 19. században újra felfedezték, több holland festő is elkezdte utánozni, mint például Simon Duiker (1874–1941).
- A 20. század első felében Han van Meegeren holland festő úgy döntött, hogy Vermeer stílusában alkot képeket, amiket végül Vermeer neve alatt dobott a piacra. A második világháború után hazaárulás vádjával perbe fogták, mivel holland festők képeit juttatta a nácik kezei közé. Végül bevallotta, hogy ő maga készítette a Vermeernek tulajdonított képeket. Azonban nem csak van Meegerentől vannak hamisítványok. Hamis Vermeerek napjainkban is színesítik a műkincspiacot, sőt galériák, múzeumok falain is megjelennek.
- Marcel Proust francia író Vermeer alakját és delfti látképét is beleszőtte legnagyobb irodalmi művébe, az Az eltűnt idő nyomában címűbe (az ötödik részben, a Fogolynőben, ahol Bergotte halálát jeleníti meg).[34][36]
- Salvador Dalí, Vermeer nagy csodálója A csipkeverő nő című képét dolgozta fel.
- Peter Greenaway 1985-ben készült filmje, az A Zed & Two Noughts van Meegeren történetét is belevonja a film cselekményébe. Ugyancsak Greenawayhez kapcsolódik, hogy Louis Andriessen holland zeneszerző az ő librettójára írt egy Writing to Vermeer című operát 1997 és 1998 között.
- Legismertebb képével kapcsolatban Tracy Chevalier regénye és a regényből készült film, a Leány gyöngy fülbevalóval (2003, rendező: Peter Webber) őrzi Vermeer emlékét.
- Susan Vreeland könyve, a Girl in Hyacinthe Blue nyolc olyan személyt követ, akik kapcsolatban álltak Vermeer képeivel.
- Timothy Brook történész a világkereskedelem és globalizáció szempontjából vizsgálta 2007-ben a holland aranykort, műve címe Vermeer's Hat: The Seventeenth Century and the Dawn of the Global World (Vermeer kalapja: a tizenhetedik század és a globális világ hajnala).

### Érdekességek
- Vermeernek három képét lopták el újrafelfedezése óta. A koncert címűt 1990. március 18-án lopták el a bostoni Fenway Courtból, ez az egyetlen Vermeer-kép, amely a mai napig nem került elő.[37] 1974-ben a Gitáron játszó nő című képét rabolták el, melyet állítólag egy Nella Jones nevű látnok segítségével egy londoni templom temetőjében találtak meg újságpapírba csomagolva. Szintén 1974-ben az IRA harcosai, majd 1986-ban egyszerű dublini bűnözők lopták el a Levelet író hölgy és komornája című képét. Több évig tartó titkos tárgyalás után a kép 1993. szeptember 1-jén a belgiumi Deurne repülőterén került elő.[38]
- A 18. és a 19. században képeit elég nehéz volt eladni a saját nevével, így leggyakrabban az ismertebb Pieter de Hooch, Gerard Terborch, Gabriel Metsu vagy Frans van Mieris neve alatt keltek el. A Levelet olvasó lány nyitott ablaknál című képét például III. Ágost szász választófejedelem abban a tudatban vette meg 1724-ben, hogy egy Rembrandt-kép került a tulajdonába, majd a festményt 1783-ban Govert Flinck műveként adták tovább. A Katona és a nevető lány de Hooch-képként volt meghirdetve egy londoni árverésen 1861-ben, A festőművészet is de Hooch nevén volt 1813-ban.[39]